# Ancistrocerus tahoensis
Ancistrocerus tahoensis är en stekelart som beskrevs av Sievert Allen Rohwer 1917. Ancistrocerus tahoensis ingår i släktet murargetingar, och familjen Eumenidae. Inga underarter finns listade i Catalogue of Life.